# Parafia Wniebowzięcia Najświętszej Maryi Panny w Iłży
Parafia rzymskokatolicka pw. Wniebowzięcia Najświętszej Maryi Panny w Iłży – jedna z 10 parafii dekanatu iłżeckiego diecezji radomskiej. 

## Historia
Parafia została erygowana przed 1326. Pierwotny Kościół drewniany istniał do 1336, a kolejny murowany notowany był w 1480. Został on odnowiony i powiększony o zakrystię przez ks. Stanisława z Wojczyc, herbu Szeliga, proboszcza Iłży i oficjała sandomierskiego. W 1603 był podupadający, został więc znacznie rozbudowany (przeróbka prezbiterium, budowa nawy głównej), staraniem ks. Marcina Szyszkowskiego, proboszcza tutejszego i potem biskupa krakowskiego. Prace te były na tyle gruntowne, że często uznaje się kościół za całkiem nowy obiekt. Konsekracji świątyni dokonał w 1634 bp Mikołaj Szyszkowski. Kościół został znacznie zniszczony w połowie XVI w. i po gruntownym odnowieniu w 1670 został ponownie konsekrowany. Był też niszczony przez pożary w latach 1744–1831. Restauracji zaś poddawano go w latach 1832, 1850, 1906, 1949, 1964–1968.
Do parafii należy także kościół Matki Bożej Śnieżnej w Iłży.

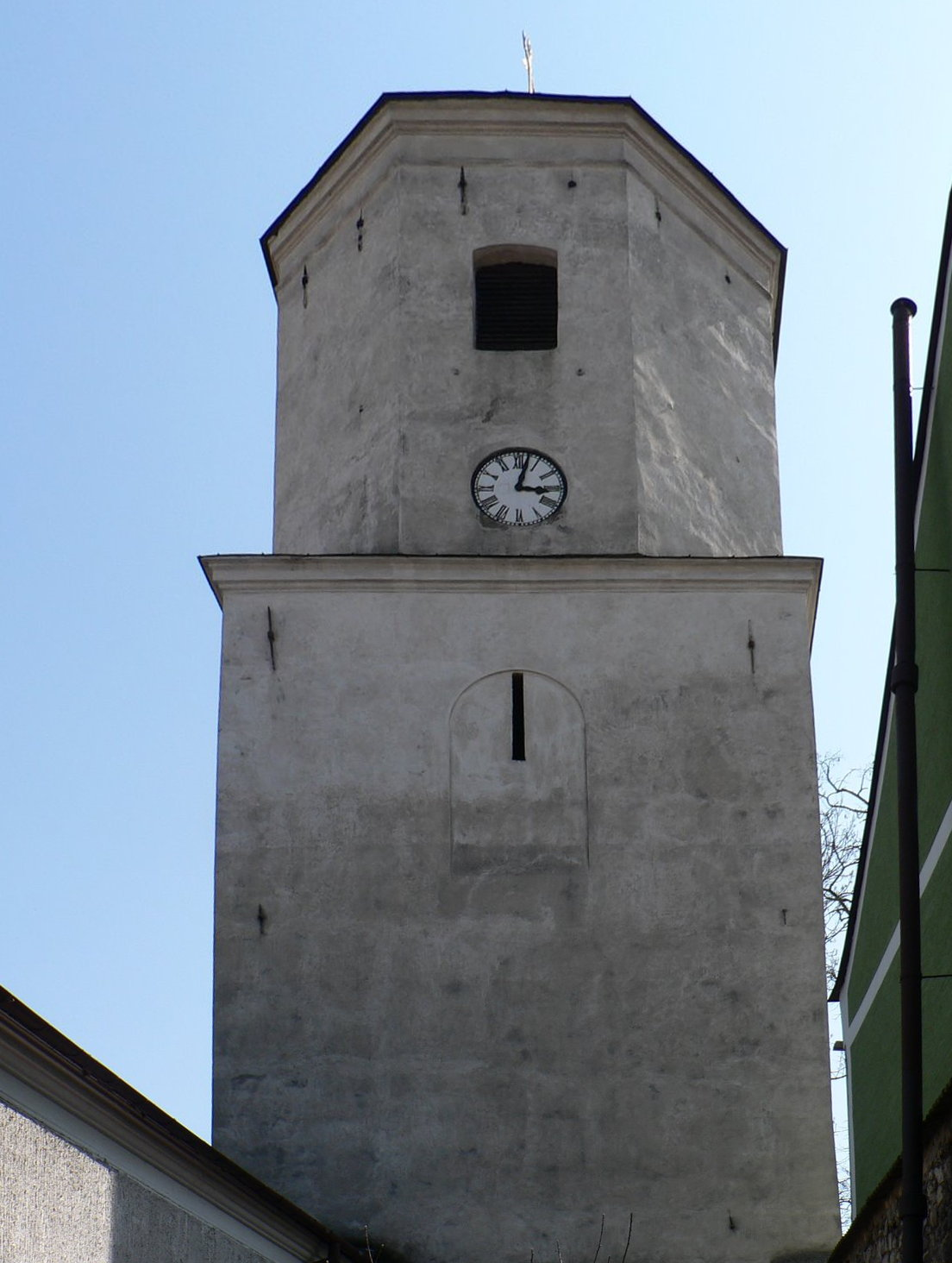
Kościół parafialny
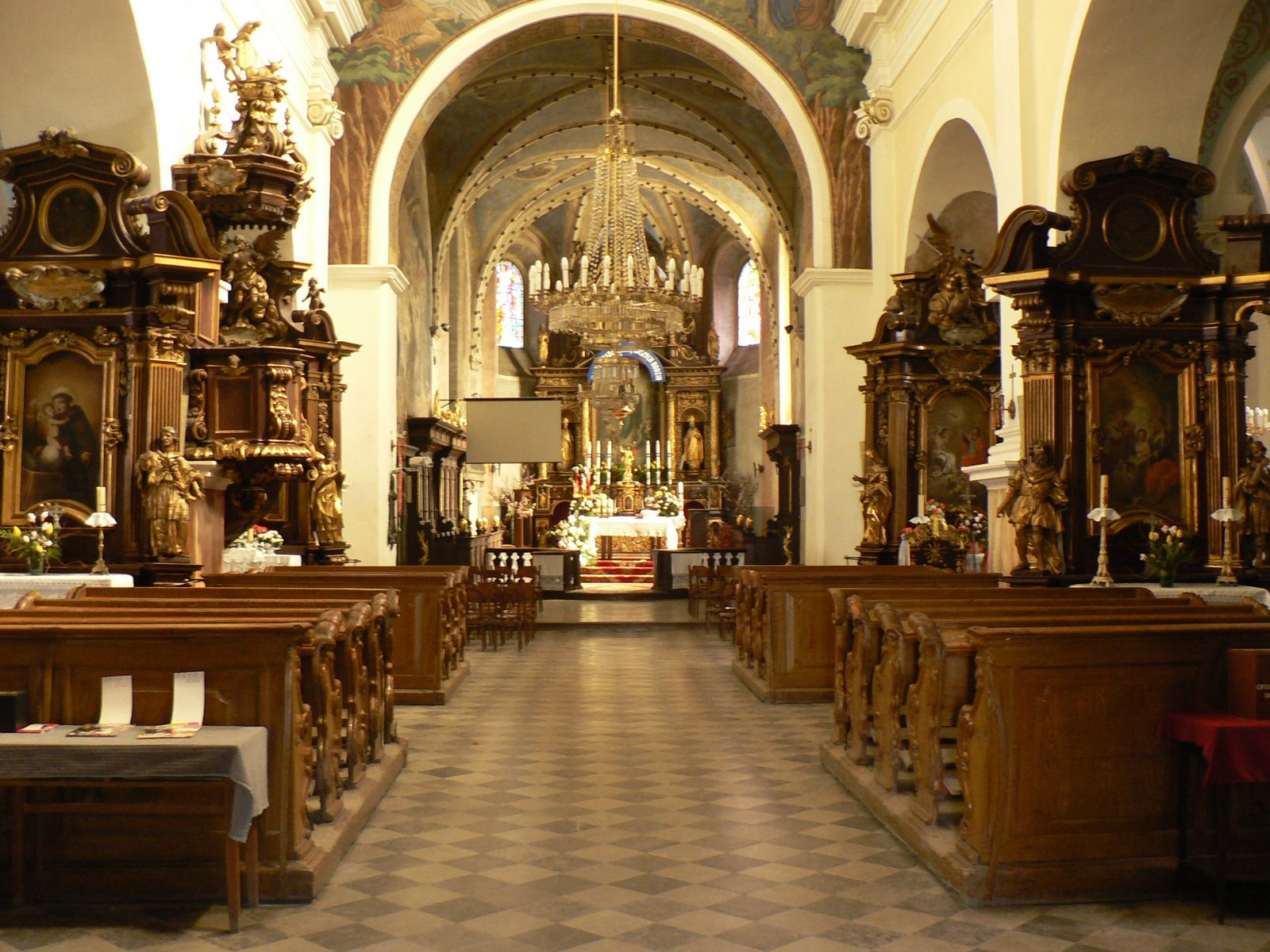
Kościół parafialny, wnętrze
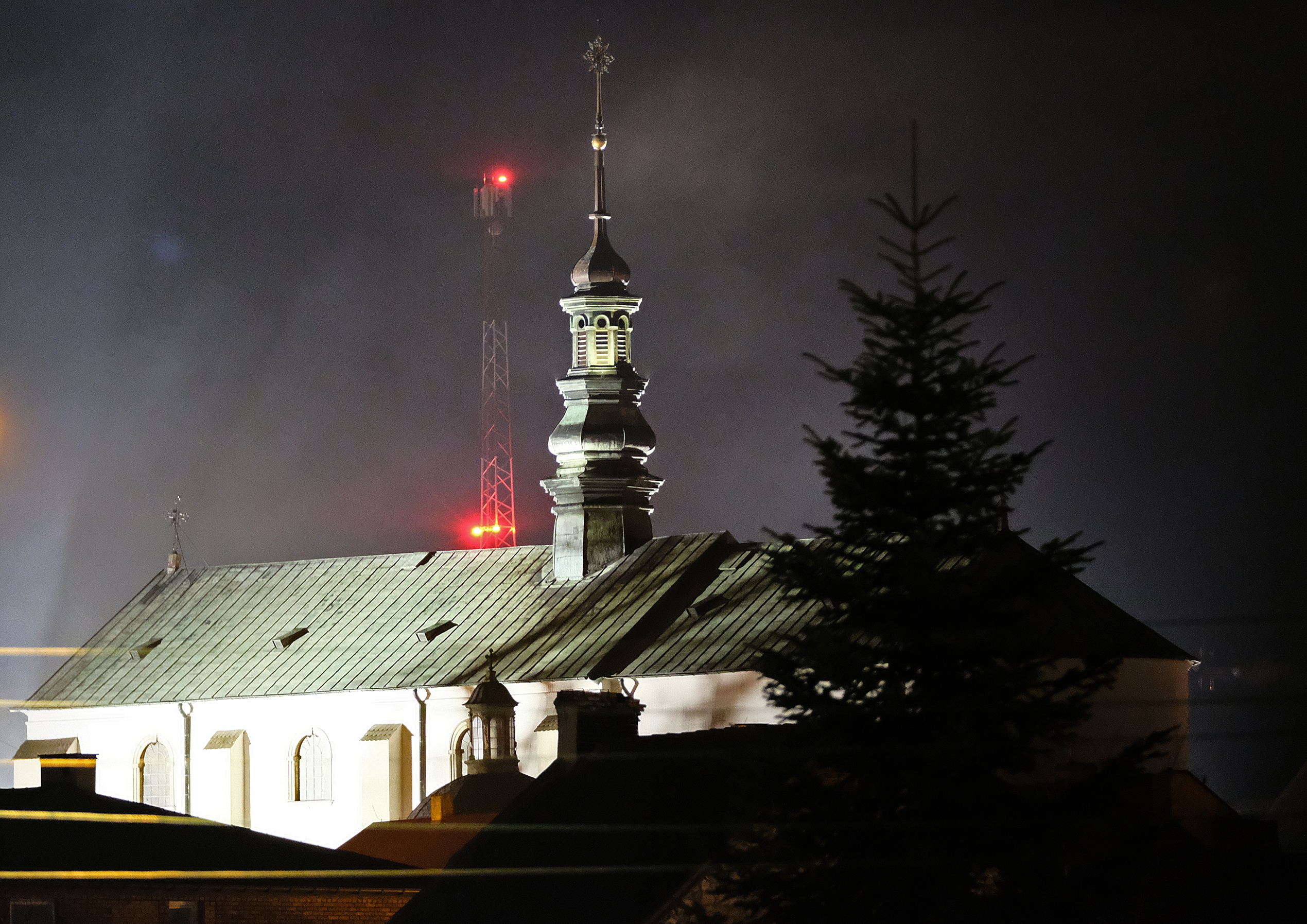
Kościół parafialny

## Proboszczowie
- 1925 - 1945 - ks. Władysław Fojcik
- 1945 - 1946 - ks. Michał Krakowiak - administrator
- 1946 - 1962 - ks. Wincenty Młodożeniec
- 1962 - 1993 - ks. Józef Dziadowicz
- 1993 - 2011 - ks. kan. Stanisław Hamera
- 2011 - nadal - ks. kan. Stanisław Styś

## Zasięg parafii
Do parafii należą wierni mieszkający w miejscowościach: Białka, Błaziny Dolne, Błaziny Górne, Chwałowice, Iłża, Nowy Jasieniec Iłżecki, Kolonia Seredzice, Małomierzyce, Piłatka i Starosiedlice.